# Пелицаре (Ровиго)
Пелицаре је насеље у Италији у округу Ровиго, региону Венето.
Према процени из 2011. у насељу је живело 29 становника. Насеље се налази на надморској висини од 6 м.